# Koguva
Koguva – wieś w Estonii, w prowincji Sarema, w gminie Muhu. Miejsce urodzenia estońskiego pisarza i poety Juhana Smuula.

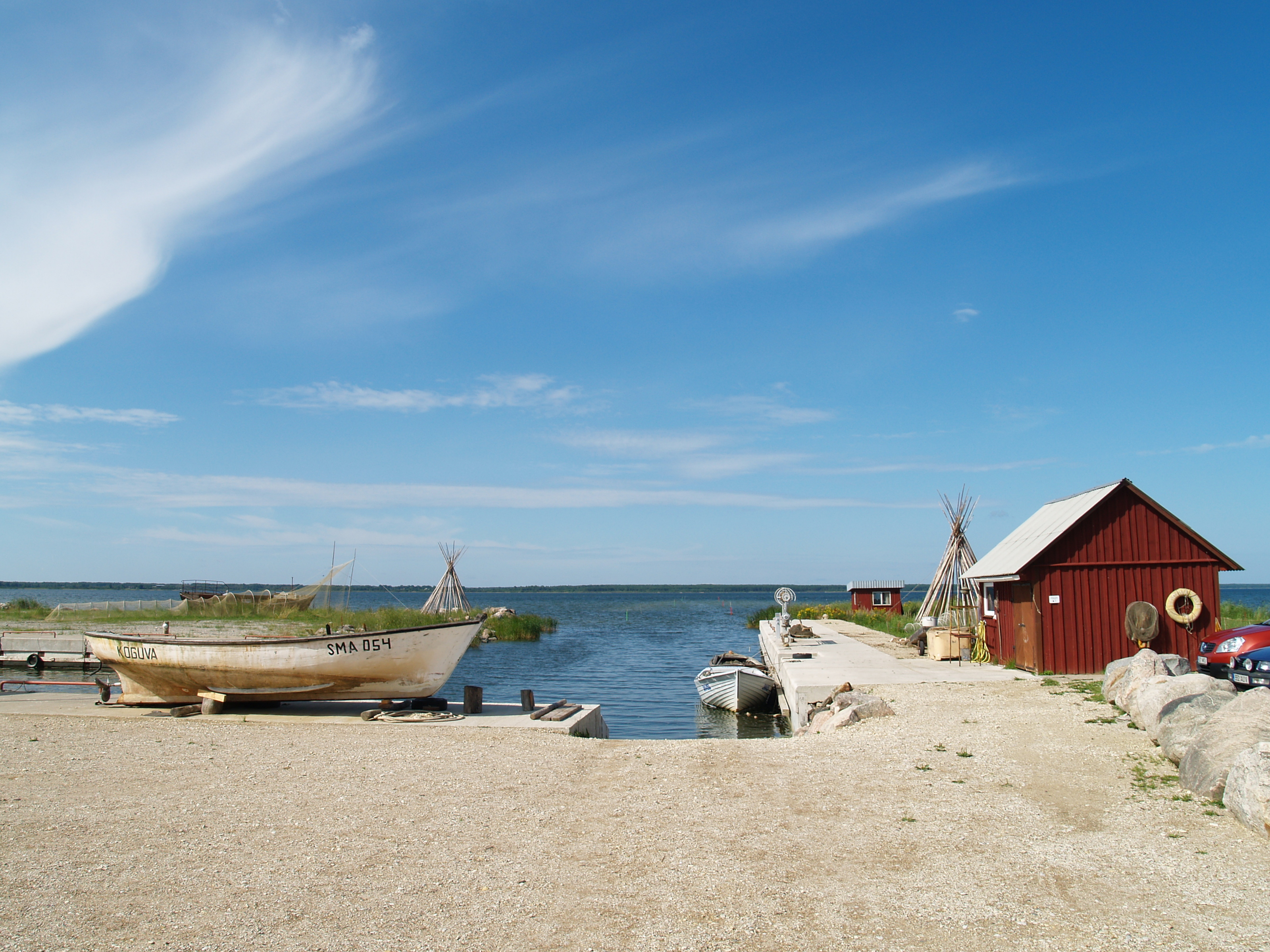
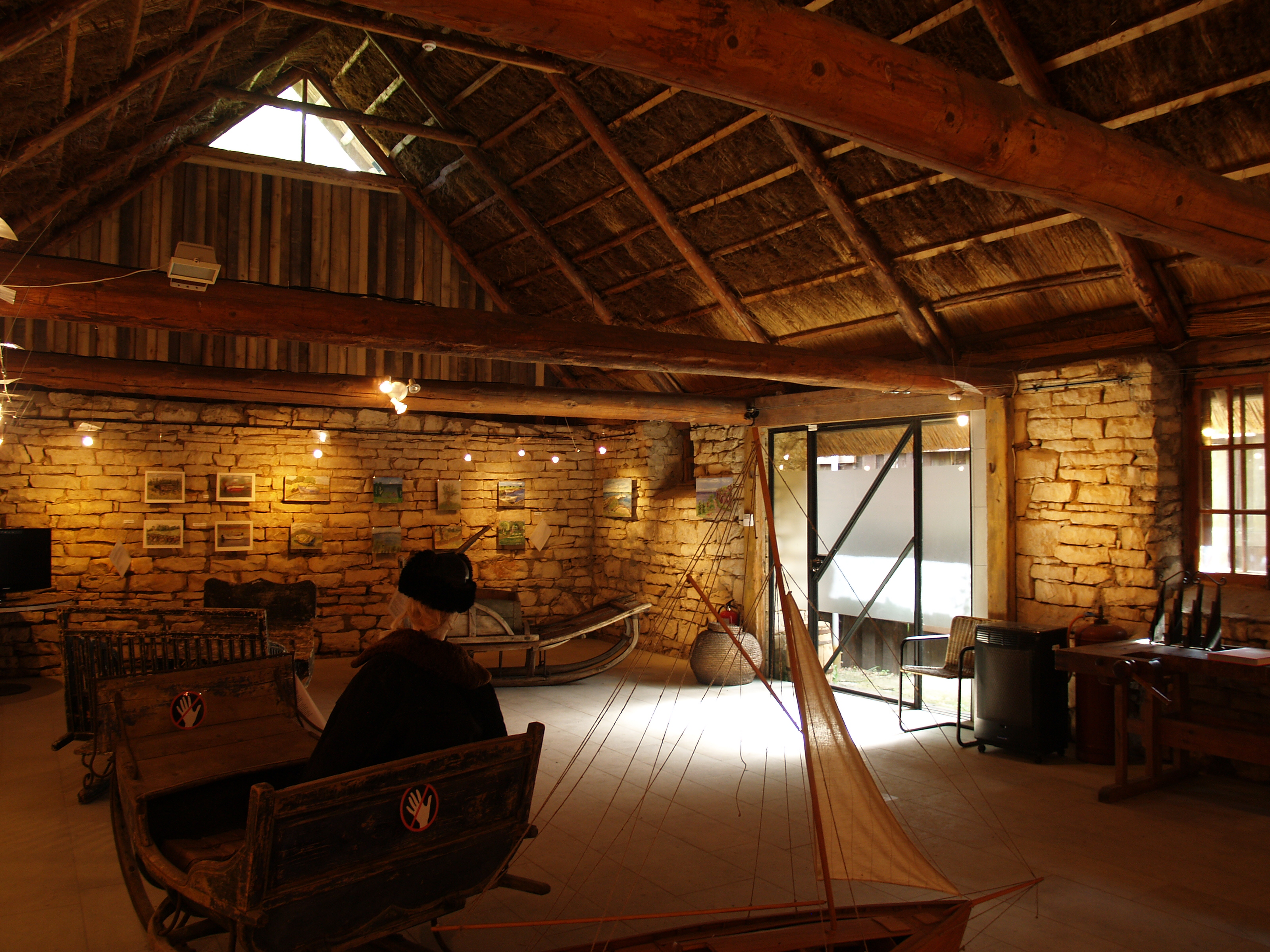
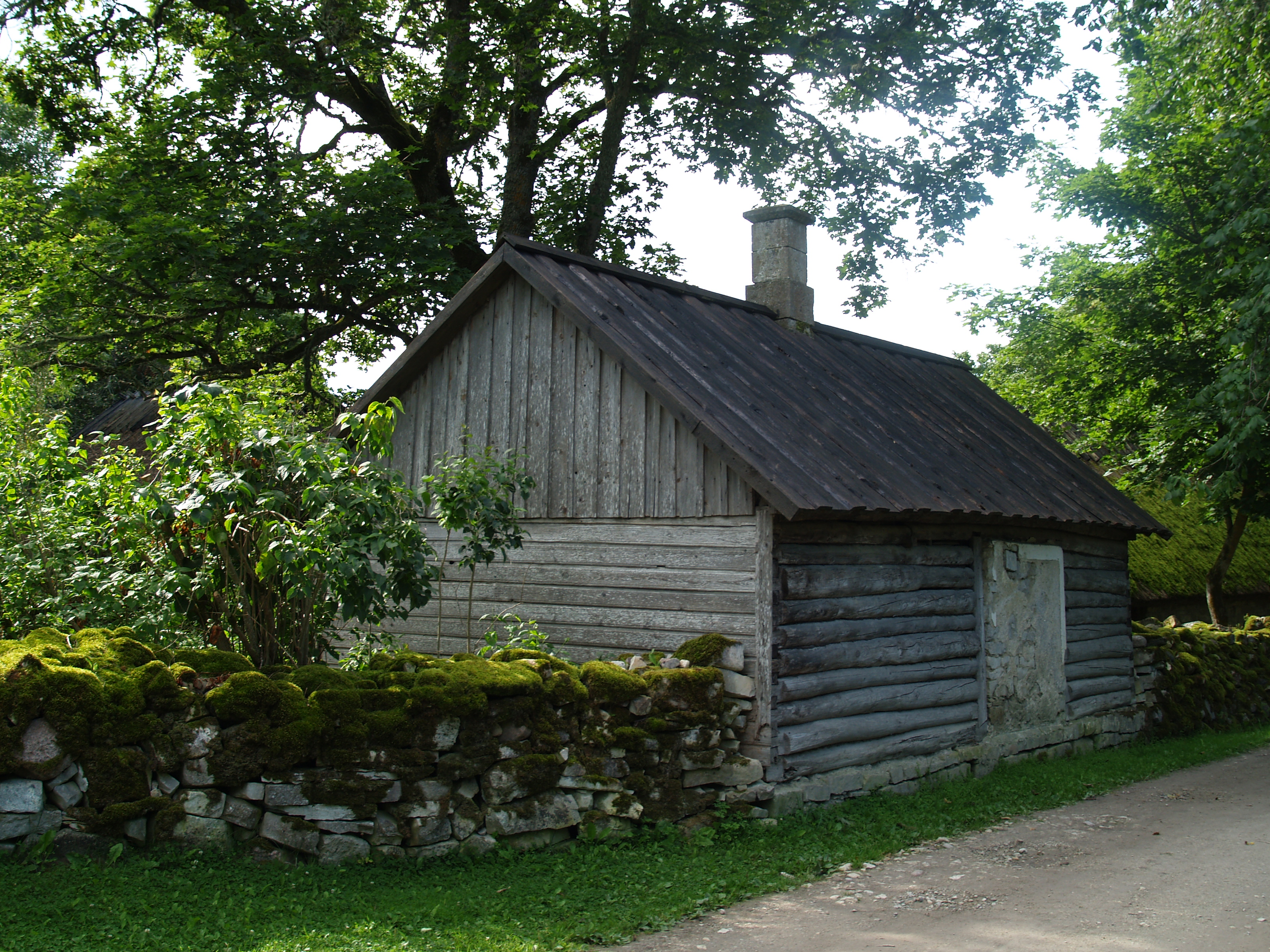
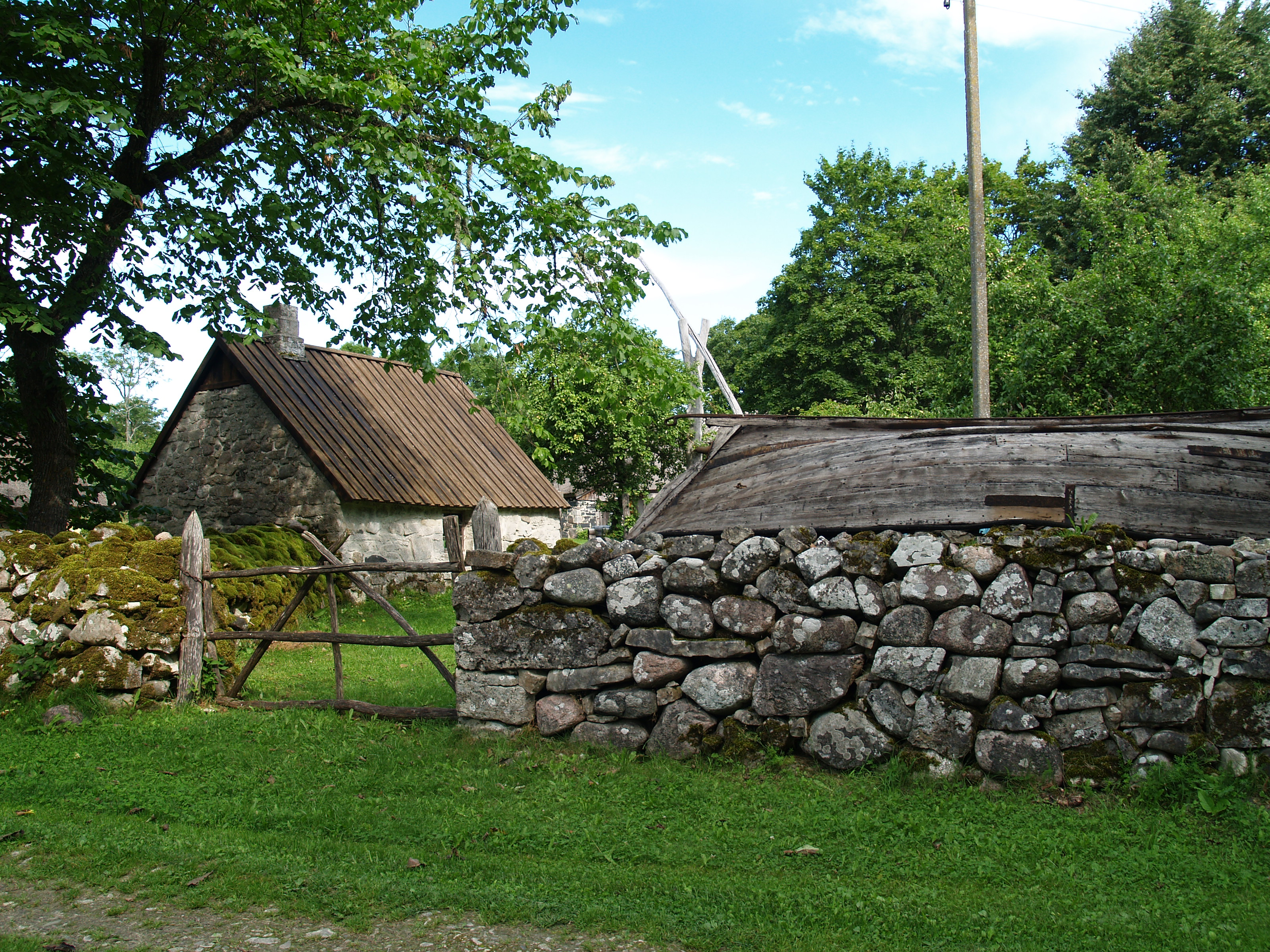
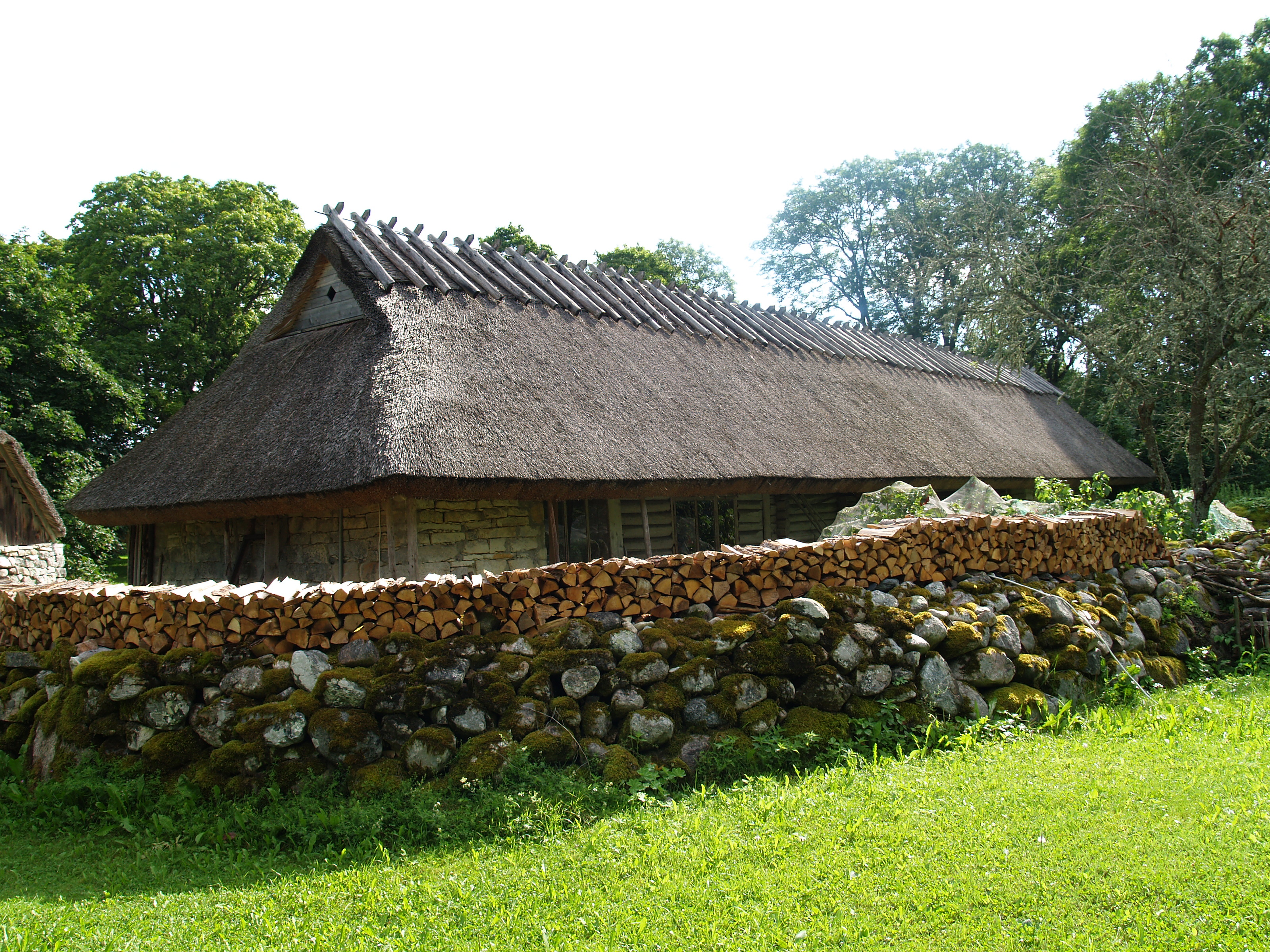